# Fußball-Club 08 Homburg/Saar 1989-1990
Questa voce raccoglie le informazioni riguardanti il Fußball-Club 08 Homburg/Saar nelle competizioni ufficiali della stagione 1989-1990.

## Stagione
Nella stagione 1989-1990 l'Homburg, allenato da Josef Stabel e Manfred Lenz, concluse il campionato di Bundesliga al 18º posto. In Coppa di Germania l'Homburg fu eliminato al primo turno dall'Arminia Hannover.

## Rosa
| N. |                      | Ruolo | Calciatore            |
| -- | -------------------- | ----- | --------------------- |
|    | Germania (bandiera)  | P     | Hans-Jürgen Gundelach |
|    | Germania (bandiera)  | P     | Uwe Radmacher         |
|    | Germania (bandiera)  | P     | Klaus Scherer         |
|    | Germania (bandiera)  | D     | Dieter Finke          |
|    | Germania (bandiera)  | D     | Christian Herrmann    |
|    | Germania (bandiera)  | D     | Frank Ockert          |
|    | Germania (bandiera)  | D     | Klaus Theiss          |
|    | Germania (bandiera)  | D     | Oliver Westerbeek     |
|    | Germania (bandiera)  | D     | Torsten Wohlert       |
|    | Argentina (bandiera) | C     | Rodolfo Cardoso       |
|    | Germania (bandiera)  | C     | Andreas Ellguth       |
|    | Germania (bandiera)  | C     | Lars Ellmerich        |
|    | Germania (bandiera)  | C     | Thomas Gerstner       |

| N. |                      | Ruolo | Calciatore          |
| -- | -------------------- | ----- | ------------------- |
|    | Polonia (bandiera)   | C     | Krzysztof Hetmański |
|    | Germania (bandiera)  | C     | Guido Hoffmann      |
|    | Germania (bandiera)  | C     | Tobias Homp         |
|    | Polonia (bandiera)   | C     | Krzysztof Kajrys    |
|    | Germania (bandiera)  | C     | Thorsten Lahm       |
|    | Germania (bandiera)  | C     | Christian Streich   |
|    | Germania (bandiera)  | A     | Matthias Baranowski |
|    | Germania (bandiera)  | A     | Lothar Dittmer      |
|    | Cipro (bandiera)     | A     | Borje Gjurev        |
|    | Germania (bandiera)  | A     | Bernd Gries         |
|    | Germania (bandiera)  | A     | Daniel Jurgeleit    |
|    | Argentina (bandiera) | A     | Sergio Maciel       |

## Organigramma societario
Area tecnica
- Allenatore: Manfred Lenz
- Allenatore in seconda:
- Preparatore dei portieri:
- Preparatori atletici:

## Calciomercato

### Sessione estiva
| Acquisti | Acquisti              | Acquisti              | Acquisti |
| R.       | Nome                  | da                    | Modalità |
| -------- | --------------------- | --------------------- | -------- |
| C        | Rodolfo Cardoso       | Estudiantes (LP)      |          |
| D        | Dieter Finke          | Waldhof Mannheim      |          |
| P        | Hans-Jürgen Gundelach | Eintracht Francoforte |          |
| C        | Krzysztof Hetmański   | GKS Katowice          |          |
| C        | Tobias Homp           | Amburgo               |          |
| A        | Sergio Maciel         | Dep. Armenio          |          |
| D        | Klaus Theiss          | Vikt. Aschaffenburg   |          |
| D        | Oliver Westerbeek     | Bochum                |          |

| Cessioni | Cessioni       | Cessioni             | Cessioni |
| R.       | Nome           | a                    | Modalità |
| -------- | -------------- | -------------------- | -------- |
| C        | Pierre Essers  | Charleroi            |          |
| D        | Frank Lebong   | Borussia Neunkirchen |          |
| D        | Thomas Reiland | Edenkoben            |          |
| D        | Denni Strich   | VfR Bürstadt         |          |
| D        | Roman Wójcicki | Hannover 96          |          |

### Sessione invernale
| Acquisti | Acquisti | Acquisti | Acquisti |
| R.       | Nome     | da       | Modalità |
| -------- | -------- | -------- | -------- |

| Cessioni | Cessioni | Cessioni | Cessioni |
| R.       | Nome     | a        | Modalità |
| -------- | -------- | -------- | -------- |

## Risultati

### Bundesliga

#### Girone di andata
| Arbitro: | Umbach |

|                                          |           |  |
| Witeczek 29’ Funkel 36’ (rig.) Mathy 40’ | Marcatori |  |

| Arbitro: | Tritschler |

|                              |           |                             |
| Jurgeleit 20’ Baranowski 82’ | Marcatori | 39’ Wuttke 68’ (rig.) Kuntz |

| Arbitro: | Broska |

|          |           |  |
| Kögl 70’ | Marcatori |  |

| Arbitro: | Wiesel |

|                                 |           |                 |
| Hetmański 29’ Theiss 52’ (rig.) | Marcatori | 86’ (rig.) Kree |

| Arbitro: | Dardenne |

|            |           |              |
| Kocian 74’ | Marcatori | 88’ Gerstner |

| Arbitro: | Schmidhuber |

|                  |           |              |
| Theiss 4’ (rig.) | Marcatori | 72’ Harttgen |

| Arbitro: | Rubel |

|                                   |           |  |
| Rummenigge 7’ Helmer 60’ Zorc 88’ | Marcatori |  |

| Arbitro: | Weber |

|  |           |             |
|  | Marcatori | 76’ Brunner |

| Mönchengladbach 15 settembre 1989, ore 19:30 CEST 9ª giornata | Borussia M'gladbach | 0 – 0 referto | Homburg | Bökelbergstadion (8 000 spett.)\| Arbitro: \| Wittke \| |
| Arbitro:                                                      | Wittke              |               |         |                                                         |

| Arbitro: | Neuner |

|               |           |  |
| Jurgeleit 32’ | Marcatori |  |

| Arbitro: | Assenmacher |

|                           |           |  |
| Dittmer 73’ Jurgeleit 82’ | Marcatori |  |

| Arbitro: | Fröhlich |

|          |           |  |
| Rahn 51’ | Marcatori |  |

| Arbitro: | Pauly |

|                       |           |             |
| Dittmer 17’ Finke 67’ | Marcatori | 36’ Freiler |

| Arbitro: | Richmann |

|                    |           |  |
| Eck 64’ Furtok 83’ | Marcatori |  |

| Arbitro: | Kentsch |

|                  |           |                                             |
| Dittmer 52’, 74’ | Marcatori | 56’ (aut.) Wohlert 63’ Bein 88’ Falkenmayer |

| Arbitro: | Scheuerer |

|          |           |  |
| Nehl 47’ | Marcatori |  |

| Arbitro: | Löwer |

|                                       |           |                           |
| Finke 33’ Maciel 47’, 60’ Dittmer 51’ | Marcatori | 66’ Buchwald 81’ Schmäler |

#### Girone di ritorno
| Arbitro: | Amerell |

|           |           |                       |
| Finke 57’ | Marcatori | 49’ Reich 52’ Laudrup |

| Arbitro: | Schmidhuber |

|                           |           |               |
| Kuntz 38’, 68’ Schupp 86’ | Marcatori | 51’ Jurgeleit |

| Arbitro: | Richmann |

|            |           |                                  |
| Maciel 19’ | Marcatori | 16’ Mihajlović 72’, 90’ McInally |

| Arbitro: | Albrecht |

|                                      |           |             |
| Thom 15’ Kree 40’ (rig.) Leśniak 62’ | Marcatori | 77’ Dittmer |

| Arbitro: | Broska |

|  |           |                       |
|  | Marcatori | 60’ Zander 90’ Gronau |

| Brema 2 marzo 1990, ore 20:00 CET 23ª giornata | Werder Brema | 0 – 0 referto | Homburg | Weserstadion (12 122 spett.)\| Arbitro: \| Fux \| |
| Arbitro:                                       | Fux          |               |         |                                                   |

| Arbitro: | Boos |

|                                 |           |                                 |
| Dittmer 3’ Finke 60’ Maciel 75’ | Marcatori | 70’, 87’ Driller 86’ Rummenigge |

| Arbitro: | Löwer |

|                      |           |  |
| Oechler 25’ Türr 31’ | Marcatori |  |

| Arbitro: | Kriegelstein |

|             |           |                                                |
| Dittmer 82’ | Marcatori | 11’ (aut.) Herrmann 22’ Criens 65’ Hochstätter |

| Arbitro: | Strigel |

|            |           |  |
| Schütz 15’ | Marcatori |  |

| Arbitro: | Dardenne |

|  |           |                         |
|  | Marcatori | 42’ Herrmann 82’ Maciel |

| Arbitro: | Mierswa |

|  |           |                       |
|  | Marcatori | 76’ (rig.) Ordenewitz |

| Arbitro: | Pauly |

|                   |           |                           |
| Bührer 65’ (rig.) | Marcatori | 19’ Westerbeek 87’ Maciel |

| Arbitro: | Scheuerer |

|  |           |         |
|  | Marcatori | 85’ Eck |

| Arbitro: | Rubel |

|          |           |                |
| Binz 59’ | Marcatori | 15’ Westerbeek |

| Arbitro: | Schmidhuber |

|                |           |  |
| Westerbeek 58’ | Marcatori |  |

| Arbitro: | Kentsch |

|                          |           |                       |
| Gaudino 48’ Buchwald 56’ | Marcatori | 8’ Wohlert 64’ Maciel |

### Coppa di Germania
| Arbitro: | Führer |

|                       |           |              |
| Wagener 13’ Payne 67’ | Marcatori | 85’ Hoffmann |

## Statistiche

### Statistiche di squadra
| Competizione      | Punti | In casa | In casa | In casa | In casa | In casa | In casa | In trasferta | In trasferta | In trasferta | In trasferta | In trasferta | In trasferta | Totale | Totale | Totale | Totale | Totale | Totale | DR  |
| Competizione      | Punti | G       | V       | N       | P       | Gf      | Gs      | G            | V            | N            | P            | Gf           | Gs           | G      | V      | N      | P      | Gf     | Gs     | DR  |
| ----------------- | ----- | ------- | ------- | ------- | ------- | ------- | ------- | ------------ | ------------ | ------------ | ------------ | ------------ | ------------ | ------ | ------ | ------ | ------ | ------ | ------ | --- |
| Bundesliga        | 24    | 17      | 6       | 3       | 8       | 23      | 26      | 17           | 2            | 5            | 10           | 10           | 25           | 34     | 8      | 8      | 18     | 33     | 51     | -18 |
| Coppa di Germania | -     | 0       | 0       | 0       | 0       | 0       | 0       | 1            | 0            | 0            | 1            | 1            | 2            | 1      | 0      | 0      | 1      | 1      | 2      | -1  |
| Totale            | 24    | 17      | 6       | 3       | 8       | 23      | 26      | 18           | 2            | 5            | 11           | 11           | 27           | 35     | 8      | 8      | 19     | 34     | 53     | -19 |

### Andamento in campionato
| Giornata  | 1  | 2  | 3  | 4  | 5  | 6  | 7  | 8  | 9  | 10 | 11 | 12 | 13 | 14 | 15 | 16 | 17 | 18 | 19 | 20 | 21 | 22 | 23 | 24 | 25 | 26 | 27 | 28 | 29 | 30 | 31 | 32 | 33 | 34 |
| --------- | -- | -- | -- | -- | -- | -- | -- | -- | -- | -- | -- | -- | -- | -- | -- | -- | -- | -- | -- | -- | -- | -- | -- | -- | -- | -- | -- | -- | -- | -- | -- | -- | -- | -- |
| Luogo     | T  | C  | T  | C  | T  | C  | T  | C  | T  | C  | C  | T  | C  | T  | C  | T  | C  | C  | T  | C  | T  | C  | T  | C  | T  | C  | T  | T  | C  | T  | C  | T  | C  | T  |
| Risultato | P  | N  | P  | V  | N  | N  | P  | P  | N  | V  | V  | P  | V  | P  | P  | P  | V  | P  | P  | P  | P  | P  | N  | N  | P  | P  | P  | V  | P  | V  | P  | N  | V  | N  |
| Posizione | 18 | 17 | 17 | 14 | 13 | 15 | 16 | 18 | 17 | 13 | 11 | 13 | 11 | 11 | 13 | 15 | 14 | 14 | 17 | 17 | 17 | 18 | 18 | 18 | 18 | 18 | 18 | 18 | 18 | 18 | 18 | 18 | 18 | 18 |

Legenda:

Luogo: C = Casa; T = Trasferta. Risultato: V = Vittoria; N = Pareggio; P = Sconfitta.

### Statistiche dei giocatori
| Giocatore     | Bundesliga | Bundesliga | Bundesliga  | Bundesliga | Coppa di Germania | Coppa di Germania | Coppa di Germania | Coppa di Germania | Totale   | Totale | Totale      | Totale     |
| Giocatore     | Presenze   | Reti       | Ammonizioni | Espulsioni | Presenze          | Reti              | Ammonizioni       | Espulsioni        | Presenze | Reti   | Ammonizioni | Espulsioni |
| ------------- | ---------- | ---------- | ----------- | ---------- | ----------------- | ----------------- | ----------------- | ----------------- | -------- | ------ | ----------- | ---------- |
| M. Baranowski | 16         | 1          | 0           | 0          | 0                 | 0                 | 0                 | 0                 | 16       | 1      | 0           | 0          |
| R. Cardoso    | 14         | 0          | 0           | 0          | 0                 | 0                 | 0                 | 0                 | 14       | 0      | 0           | 0          |
| L. Dittmer    | 20         | 8          | 2           | 0          | 1                 | 0                 | 0                 | 0                 | 21       | 8      | 2           | 0          |
| A. Ellguth    | 26         | 0          | 6           | 1          | 1                 | 0                 | 0                 | 0                 | 27       | 0      | 6           | 1          |
| L. Ellmerich  | 6          | 0          | 0           | 0          | 1                 | 0                 | 0                 | 0                 | 7        | 0      | 0           | 0          |
| D. Finke      | 25         | 4          | 4           | 0          | 0                 | 0                 | 0                 | 0                 | 25       | 4      | 4           | 0          |
| T. Gerstner   | 19         | 1          | 6           | 0          | 1                 | 0                 | 0                 | 0                 | 20       | 1      | 6           | 0          |
| B. Gjurev     | 0          | 0          | 0           | 0          | 0                 | 0                 | 0                 | 0                 | 0        | 0      | 0           | 0          |
| B. Gries      | 10         | 0          | 0           | 0          | 0                 | 0                 | 0                 | 0                 | 10       | 0      | 0           | 0          |
| H. Gundelach  | 34         | 0          | 3           | 0          | 1                 | 0                 | 0                 | 0                 | 35       | 0      | 3           | 0          |
| C. Herrmann   | 28         | 1          | 4           | 1          | 1                 | 0                 | 1                 | 0                 | 29       | 1      | 5           | 1          |
| K. Hetmański  | 28         | 1          | 4           | 0          | 1                 | 0                 | 1                 | 0                 | 29       | 1      | 5           | 0          |
| G. Hoffmann   | 25         | 0          | 5           | 0          | 1                 | 1                 | 1                 | 0                 | 26       | 1      | 6           | 0          |
| T. Homp       | 34         | 0          | 1           | 0          | 1                 | 0                 | 0                 | 0                 | 35       | 0      | 1           | 0          |
| D. Jurgeleit  | 29         | 4          | 4           | 0          | 1                 | 0                 | 0                 | 0                 | 30       | 4      | 4           | 0          |
| K. Kajrys     | 0          | 0          | 0           | 0          | 0                 | 0                 | 0                 | 0                 | 0        | 0      | 0           | 0          |
| T. Lahm       | 1          | 0          | 0           | 0          | 0                 | 0                 | 0                 | 0                 | 1        | 0      | 0           | 0          |
| S. Maciel     | 30         | 7          | 1           | 0          | 1                 | 0                 | 0                 | 0                 | 31       | 7      | 1           | 0          |
| F. Ockert     | 6          | 0          | 0           | 0          | 0                 | 0                 | 0                 | 0                 | 6        | 0      | 0           | 0          |
| U. Radmacher  | 0          | 0          | 0           | 0          | 0                 | 0                 | 0                 | 0                 | 0        | 0      | 0           | 0          |
| K. Scherer    | 1          | 0          | 0           | 0          | 0                 | 0                 | 0                 | 0                 | 1        | 0      | 0           | 0          |
| C. Streich    | 10         | 0          | 3           | 0          | 0                 | 0                 | 0                 | 0                 | 10       | 0      | 3           | 0          |
| K. Theiss     | 17         | 2          | 0           | 0          | 1                 | 0                 | 0                 | 0                 | 18       | 2      | 0           | 0          |
| O. Westerbeek | 24         | 3          | 5           | 0          | 0                 | 0                 | 0                 | 0                 | 24       | 3      | 5           | 0          |
| T. Wohlert    | 31         | 1          | 4           | 2          | 1                 | 0                 | 0                 | 0                 | 32       | 1      | 4           | 2          |